# Vier Prager Artikel

Hussitische Flagge mit dem Kelch

Die vier Prager Artikel (tschechisch Čtyři artikuly pražské) sind das hussitische Reformprogramm zur Erneuerung der Kirche. Es handelt sich um einen Kompromiss, auf den sich im Juli 1420 die radikalen Taboriten und die gemäßigten Prager Hussiten in Prag geeinigt, und den sie König Sigismund als ihre Bedingungen vorgelegt hatten. Während der viele Jahre dauernden Hussitenkriege wurde immer wieder um die Anerkennung dieses Reformprogramms gekämpft. Auf dem Baseler Konzil 1436 wurde schließlich nur der Laienkelch anerkannt, die restlichen Forderungen konnten die Hussiten nicht durchsetzen.

## Inhalt

### Predigtfreiheit
Erstens, dass das Wort Gottes im Königreich Böhmen frei und ohne Hindernis von den Priestern des Herrn ordentlich gepredigt und nach dem Wort des Erlösers verkündigt werde: „Gehet hin in alle Welt und predigt das Evangelium aller Kreatur.“ (Markus 16,15 ) […]
Die Forderung nach freier ungehinderter Predigt hat ihren Ursprung in der Lehre des englischen Reformators John Wyclif. Jan Hus hatte sein unerschrockenes Eintreten für diese Freiheit mit dem Leben bezahlt. Der Artikel sagt, dass die Freiheit der Predigt durch keine Verordnung geistlicher oder weltlicher Behörden eingeschränkt werden darf; einen Priester darf man in der Erfüllung seiner Pflicht zur Verkündigung der Heiligen Schrift nicht hindern. Diese Freiheit wurde nicht als Anarchie verstanden, der Artikel galt nicht für Wanderprediger oder selbsternannte Propheten.
Für die Hussiten bedeutete es auch die Notwendigkeit, das Wort Gottes breiten Bevölkerungsschichten zugänglich zu machen. Ein Teil ihres Programmes war deshalb die Übersetzung der Heiligen Schrift in die Landessprache und die Verwendung von Tschechisch anstatt Latein in den hussitischen Gottesdiensten.

### Laienkelch
Zweitens, dass das Sakrament der göttlichen Eucharistie unter beiderlei Gestalt, Brot und Wein, allen Christgläubigen, die ohne Todsünde sind, frei dargereicht werde nach dem Wort und Befehl des Erlösers, der da spricht: „Nehmet, esset; das ist mein Leib. Und […] trinket alle daraus; das ist mein Blut des Bundes, das vergossen wird für viele.“ (Matthäus 26,26–28 ) […]
Die Hussiten stellten sich damit gegen die Tradition der römisch-katholischen Kirche, den Laien bei der Eucharistiefeier nur das Brot (die Hostie) zu reichen. Der Artikel forderte die Gleichberechtigung der Priester und Laien bei der Eucharistie und wurde mit der Aussage Jesu im Johannesevangelium begründet: „Wahrlich, wahrlich, ich sage euch: Wenn ihr nicht esst das Fleisch des Menschensohnes und trinkt sein Blut, so habt ihr kein Leben in euch. Wer mein Fleisch isst und mein Blut trinkt, der hat das ewige Leben, und ich werde ihn am Jüngsten Tage auferwecken.“ (Johannes 6,53–54 )
Interessant ist, dass für Jan Hus der Laienkelch nicht so wichtig war. Mit dem Abendmahl in beiderlei Gestalt begann erst Jakobellus von Mies. Der Laienkelch fand schnell zahlreiche Anhänger und wurde zum Wahrzeichen der Hussiten.

### Armut der Geistlichen
Drittens, dass die weltliche Herrschaft über Reichtum und irdische Güter, welche der Klerus gegen das Gebot Christi zum Schaden seines Amtes und zum Nachteil des weltlichen Standes innehat, von ihm genommen und aufgehoben und der Klerus selbst zur evangelischen Regel und zum apostolischen Leben Christi und seiner Apostel zurückgeführt werde nach dem Wort des Erlösers: „Diese zwölf sandte Jesus aus, gebot ihnen und sprach: […] Ihr sollt weder Gold noch Silber noch Kupfer in euren Gürteln haben.“  (Matthäus 10,5–9 ) und: „Ihr wisst, dass die Herrscher ihre Völker niederhalten […]. Aber so soll es nicht sein unter euch; sondern wer unter euch groß sein will, der sei euer Diener; und wer unter euch der Erste sein will, der sei euer Knecht.“ (Matthäus 20,25–27 ) […]
Auch dieser Artikel ist durch John Wyclif inspiriert. Er lehrte, dass, wenn die Kirche nicht von sich aus zu ihrer ursprünglichen pastoralen Mission zurückkehrt, die weltlichen Herrscher sie dazu zwingen müssen. Jan Hus sah genauso wie Wyclif das Grundeigentum der Kirche als die größte Quelle der kirchlichen Missstände und verlangte die Säkularisation kirchlichen Eigentums durch die weltliche Macht, d. h. durch den König und den Adel. Dieser Artikel wurde während der hussitischen Kriege z. T. mit großer Radikalität realisiert, denn das Grundeigentum der Kirche war ein Dorn im Auge nahezu allen Feudalherren und insbesondere der hussitische Adel sah darin ein Mandat zur Enteignung kirchlicher Güter.

### Bestrafung der Todsünden
Viertens, dass alle Todsünden, insbesondere die öffentlichen, und die übrigen dem Gesetz Gottes zuwiderlaufenden Missstände in jedem Stand nach der Ordnung und auf vernünftige Weise durch die Verantwortlichen verhindert und abgestellt werden. „Denn die solches tun“, wie hl. Paulus sagt, „sind des Todes würdig, aber nicht nur die Täter selbst, sondern auch diejenigen, die es billigen“ (Römer 1,32 ), als da sind im Volke Hurerei, Schwelgen, Diebstahl, Mord, Lüge, […] und dergleichen, im Klerus hingegen simonistische Häresien und Erhebung von Gebühren für die Taufe, Firmung, Beichte, das Sakrament der Eucharistie, […] und unzählige Täuschungen der einfachen Leute durch falsche Versprechungen. […]
Auch dieser Artikel basiert auf der Lehre von John Wyclif. Es gründet auf der festen Überzeugung, dass der Wille Gottes auf der ganzen Welt befolgt werden müsse. Jeder Gläubige, ob Laie oder Priester, muss im Einklang mit den Geboten Gottes leben und die Sünden meiden. Und weil vor Gott alle gleich sind, müssen die Vergehen der Kleriker in gleicher Weise wie die der Laien geahndet werden. Die Hussiten fordern, dass der Kirche das Recht entzogen wird in irdischen Angelegenheiten zu urteilen. Wegen weltlicher Vergehen soll der Klerus der öffentlichen Gerichtsbarkeit unterworfen werden.

## Geschichte
Der erste Entwurf der vier Prager Artikel entstand im September 1419, als nach dem Tod des böhmischen Königs Wenzel IV. die hussitischen Stände ihre gemeinsamen Forderungen an seinen Nachfolger, König Sigismund, formulierten. Die endgültige Form wurde dann im Juli 1420 beschlossen, als Sigismund mit den Kreuzfahrertruppen Prag belagerte und die Taboriten den Pragern zu Hilfe kamen. An der Abfassung waren maßgeblich Theologen der Prager Universität beteiligt, als wichtiger Mitautor wird Jakobellus von Mies genannt. Die hussitischen Forderungen wurden im Heerlager der Kreuzfahrer bekanntgegeben, sie wurden jedoch vom päpstlichen Legaten Ferdinand von Lucca verworfen und König Sigismund hat alle Verhandlungen darüber abgelehnt.
Die vier Prager Artikel enthalten das Mindestmaß der religiösen Forderungen der Hussiten. Sowohl die Prager Theologen als auch die Anführer der Taboriten waren sich einig, dass Friede nur auf Grundlage dieser vier Artikel möglich sei. Sie beabsichtigten, durch eine öffentliche Verkündigung dieses Reformprogramms Sigismund die Bedingungen, unter welchen sie ihn als König anerkennen wollten, bekanntzugeben. Zugleich wollten sie auch den Fürsten der benachbarten Länder und der ganzen Christenheit beweisen, dass ihr Programm nicht in Widerspruch zu den Geboten der Heiligen Schrift steht. Sie hofften, ihre Lehre dadurch auch außerhalb des Landes zu verbreiten und Unterstützer zu finden.
Den Hussiten gelang es später den Prager Erzbischof Konrad von Vechta für sich zu gewinnen, er bekannte sich 1421 öffentlich zu den vier Prager Artikeln. Auf dem Landtag von Čáslav (Tschaslau) im Jahr 1421 wurden die vier Prager Artikel zum Grundprogramm der Hussiten und zum Landesgesetz erklärt. Wegen ihres radikalen – und aus der Sicht des damaligen christlichen Europa ketzerischen – Charakters wurden sie jedoch nie voll umgesetzt. Über die Anerkennung des Reformprogramms wurden immer wieder Verhandlungen zwischen König Sigismund und den Hussiten geführt. Erschwert wurden sie auch durch die Uneinigkeit zwischen den radikalen Taboriten und den gemäßigten und auf Ausgleich mit der katholischen Kirche bedachten Utraquisten. Nach vielen Jahren der Hussitenkriege wurde auf dem Baseler Konzil schließlich nur die Anerkennung des Laienkelches erreicht; das wurde in den Text der Basler Kompaktaten 1436 aufgenommen. Die anderen Reformforderungen konnten nicht durchgesetzt werden. Dieses Datum markiert auch das Ende der Hussitenkriege.
1524 veröffentlichte der Jenaer Pastor Martin Reinhard eine kommentierte Ausgabe der Prager Artikel in einer deutschen Übersetzung, die er im Nachlass des um 1510 verstorbenen Rostocker Theologen Nicolaus Rutze gefunden hatte, unter dem Titel Anzaygung wie die gefallene Christenhait widerbracht müg werd[e]n in jren ersten standt in wölchem sie von Christo vnnd seyne[n] Aposteln erstlich gepflantzt vnnd auff gebawet ist: vor hundert jaren beschriben vnd durch den druck an tag geben. 1524.: das Concilium zü Basel vnnd die Böhem betreffend. Gewidmet ist diese Ausgabe Anton Tucher, Willibald Pirckheimer, Hieronimus Ebner und dem gesamten Nürnberger Rat.